# كيشور كومار
كيشور كومار ولد 1929 و توفي 1987

## شارك في الافلام
760كموسيقي
258كمغني
94كممثل
8كمخرج
8مسرحيات
5كمخرج
5ككاتب
9أخرى
أي انه شارك في1147عمل خلال حياته

## جوائزه وترشيحاته
أفضل مغني فلم فير1969-1975-1978-1980-1982-1983-1984-1985رشح1971-1971-1972-1973-1974-1974-1975-1975-1977-1978-1978-1979-1980-1981-1981-1983-1984-1984-1984
أفضل مغني فيلم بنغال1971-1972-1973-1975

## عمل
ممثل ومنتج ومخرج ومغني وشاعر وكاتب سناريو ومسرحي عمل بين 1946-1987

## عمل مع
اميتاب باتشن وشاشي كابور وفيروز خان و راج كابور ودليب كومار وديف اناند واشوك كومار وشاتروجان سينها وشبانة عزمي وجيتندرا وريخا وشامي كابور وراجيش خانا وريشي كابور ومينا كوماري ومادهوبالا ونرجس دوت وسونيل دوت ودارمندرا ووحيدة رحمن سانجيف كومار وجايا باتشن واوتام كومار

## وصلات خارجية
- كيشور كومار على موقع IMDb (الإنجليزية)
- كيشور كومار على موقع الموسوعة البريطانية (الإنجليزية)
- كيشور كومار على موقع ألو سيني (الفرنسية)
- كيشور كومار على موقع ميوزك برينز (الإنجليزية)
- كيشور كومار على موقع أول موفي (الإنجليزية)
- كيشور كومار على موقع قاعدة بيانات الأفلام السويدية (السويدية)
- كيشور كومار على موقع ديسكوغز (الإنجليزية)
- كيشور كومار على موقع قاعدة بيانات الفيلم (الإنجليزية)
- كيشور كومار على موقع كينوبويسك (الروسية)